# La pandilla de los siete
La pandilla de los siete és una sèrie de quaderns d'aventures creada per Miguel Quesada i Manuel Gago per a l'Editorial Valenciana el 1945, amb 84 números publicats. El format del quadern era de 15 x 21 cm.
Inicialment es publicà com a La pandilla de los siete o el pequeño enmascarado. La idea de la sèrie de còmics va inspirar-se en la sèrie de curtmetratges estatunidencs Our Gang (1922). En la segona entrega canvià el títol a El pequeño enmascarado y su pandilla, normalitzant-se com a La pandilla de los siete a partir de la setzena entrega.
Als 13 anys Miguel Quesada començà a escriure els guions de la sèrie, que dibuixava el seu cunyat, Manuel Gago. A partir del número 15, Miguel s'encarregà de la part gràfica, deixant els guions per al seu germà major Pedro. La serie tingué molt d'èxit, contribuint a establir-se a Editorial Valenciana al mercat autòcton.
El grupet de protagonistes són set xiquets: Fredy Norton, el líder; Boby; Kike; Chato; Fatty; Largo i Pecas. Van amb màscares i garrots.
Per al crític Pedro Porcel, La pandilla de los siete és una sèrie molt immadura que transmet l'entusiasme dels seus creadors pels fulletons i l'aventura.